# David Sherlock
David Sherlock é um escritor inglês e viúvo de Graham Chapman, dos Monty Python, que conheceu em 1966 em Ibiza.

## Biografia
Sherlock foi a inspiração para muitos dos episódios dos Monty Python, incluindo Anne Elk's Theory on Brontosauruses e foi o criador do episódio Death of Mary Queen of Scots. Sherlock foi um dos vários co-autores de A Liar's Autobiography, as memórias originais de Chapman, e co-escritor de Yellowbeard. Também co-escreveu Jake's Journey (um programa piloto de televisão da CBS com Peter Cook, Chapman e outros), que nunca foi transmitido.
Depois da morte de Chapman, Sherlock voltou à sua vida privada, mas contribuiu para o livro The Pythons.
Foi dito erradamente que Sherlock deitou as cinzas de Chapman de um abismo para celebrar o milénio. Outro rumor era que Sherlock tinha salpicado pessoas com as cinzas de Chapman, no 25º aniversário da fundação Monty Python em Los Angeles. Ainda outro rumor era que Sherlock espalhou as cinzas de Chapman em Snowdon, North Wales, a 18 de Junho de 2005.